# Engenho Velho

Localización del municipio de Engenho Velho.

Engenho Velho es un municipio brasileño del estado de Rio Grande do Sul.
Se encuentra ubicado a una latitud de 27º42'29" Sur y una longitud de 52º54'46" Oeste, estando a una altitud de 506 metros sobre el nivel del mar. Su población estimada para el año 2004 era de 1.814 habitantes.
Ocupa una superficie de 73,788 km².
- Datos: Q1786448
- Multimedia: Engenho Velho / Q1786448